# Richtersiidae
Famille
Les Richtersiidae sont une famille de tardigrades. 

## Liste des genres
Selon Degma, Bertolani et Guidetti, 2016 :
- Adorybiotus Maucci & Ramazzotti, 1981
- Diaforobiotus Guidetti, Rebecchi, Bertolani, Jönsson, Kristensen & Cesari, 2016
- Richtersius Pilato & Binda, 1989

## Publication originale
- Guidetti, Rebecchi, Bertolani, Jönsson, Kristensen & Cesari, 2016 : Morphological and molecular analyses on Richtersius (Eutardigrada) diversity reveal its new systematic position and lead to the establishment of a new genus and a new family within Macrobiotoidea. Zoological Journal of the Linnean Society, vol. 178, no 4, p. 834–845.